# Goulmima
Goulmima (arabiska: كلميمة) är en stad i Marocko. Den ligger i provinsen Errachidia och regionen Drâa-Tafilalet, 300 km sydost om huvudstaden Rabat. Antalet invånare var 16 419 vid folkräkningen 2014.